# کجی علیا
کجی علیا یا چاه پوزه کجی روستایی در دهستان شوسف بخش شوسف شهرستان نهبندان استان خراسان جنوبی ایران است.

## جمعیت
بر پایه سرشماری عمومی نفوس و مسکن در سال ۱۳۹۵ جمعیت این روستا ۷۵ نفر (۱۹خانوار) بوده‌است.